# Johanna Segovia
Johana Vanesa Segovia o Johana Segovia (27 de junio de 1982, San Salvador), es una Ecóloga marina con estudios de Maestría universitaria en Ciencias en biología. Es reconocida por sus descubrimiento en especies extintas como el coral negro y de microplásticos en cangrejos dispuestos para el consumo humano en El Salvador. 

## Biografía
Johana Segovia nació el 27 de junio de 1982 y es originaria del departamento de San Salvador, la tercera de cuatro hijos concebidos en el hogar de dos maestros. 
Inspirada por la figura de Sylvia Earl, se graduó como bióloga de la Universidad de El Salvador. 

Como mujeres tenemos muchas oportunidades, tenemos otra perspectiva que es necesaria para la ciencia, valemos mucho y creo que no debemos dejar que desvaloren el aporte que podemos dar; tenemos que nosotros mismas creernos sobre el valor que tenemos y no dejar que nadie nos menosprecie
Johanna Segovia

En 2012, obtiene el grado de maestría universitaria en ciencias en biología con especialidad en ecología de la Universidad de Costa Rica.  Es en el 2013 que comienza a laborar como investigadora principal del Instituto de Ciencias del Mar y Limología (ICMARES) de las Universidad de El Salvador ahí mismo en agosto del 2014 comienza a ser profesora en la escuela de biología de la Universidad de El Salvador sobre ecología de arrecifes y estadística multivariada. Cuenta con un Diplomado de Comunicación Social de la Ciencia Consejo Nacional de Ciencia y Tecnología (CONACYT).

## Descubrimientos

### Coral negro en El Salvador
El coral negro está listado en el Apéndice II de la CITES y en El Salvador se creía extinto hasta el 2022 que durante una expedición de buceo se identificó la presencia de arrecife mesofótico y más específicamente de coral negro a una profundidad de 30 y 40 metros en el área marina protegida Los Cóbanos ubicado en el departamento de Sonsonate. 

### Microplásticos en Cangrejos Consumidos en El Salvador
En el 2023, Johanna fue parte del descubrimiento de restos de células muertas y microplásticos en cangrejos dispuestos para el consumo en El Salvador durante la primera fase que consistía en extraer el contenido de los estómagos de siente cangrejos para ser desintegrados con peróxido de hidrógeno, esta fase pertenecía al proyecto del proyecto "Patitas" del Centro de Investigación Marina y Limnológica del ICTI-UFG, junto a colaboradores de SigmaQ. Realizando importante investigación junto a Biólogas salvadoreñas: Alejandra Trejo Ramos, María Fernanda Ramos Cáceres 

## Publicaciones
- Biodiversidad a nivel de ecosistema en parches de Corales Hermatípicos, (2007, Sonsonate, El Salvador). [10]
- Registro de Glaucus atlanticus en la costa de El Salvador, Pacífico de Centroamérica. [11]
- Esponjas excavadoras del pacífico decentroamérica, descripciones y registro faunístico (2018). [12]
- Riqueza y distribución de equinodermos en los arrecifes rocosos de Punta Amapala y Los Cóbanos, El Salvador (2017). [13]
- Bosques de coral negro y organismos asociados en la zona mesofótica de Los Cóbanos, El Salvador (2023). [14]